# Панычев, Александр Юрьевич
Александр Юрьевич Панычев (род. 5 апреля 1974, Караганда) — кандидат экономических наук, доцент, ректор ПГУПС с июля 2013 года по июнь 2023 года.

## Биография
В 1998 году окончил Омский государственный университет путей сообщения по специальности «Автоматика, телемеханика и связь на железнодорожном транспорте».
В 2001 году защитил кандидатскую диссертацию, а в 2004 году получил звание доцента. С 2000 по 2007 год работал в Омском государственном университете путей сообщения.
С января 2007 года по апрель 2009 года — начальник отдела учебных заведений Федерального агентства железнодорожного транспорта, с апреля 2009 года по февраль 2010 года — начальник Управления учебных заведений и правового обеспечения Федерального агентства железнодорожного транспорта. С февраля 2010 года по июнь 2013 года — ректор Омского государственного университета путей сообщения.

## Критика
21.12.2012 начальник участка по сантехническим объектам Омского государственного университета путей сообщения Геннадий Ханжин объявил голодовку и провёл пикет на Соборной площади Омска в знак протеста против несправедливости, по его мнению, имеющей место в учебном заведении. Как уверял голодающий, Александр Панычев зарабатывал 700 тысяч рублей в месяц, в то время как дворники, электрики, гардеробщики и другой обслуживающий персонал вынуждены за очень скромные деньги трудиться сверх нормы. Александр Панычев сообщил, что зарплата ректора составляет около 200 тысяч рублей с учётом надбавок. Для проверки законности доходов Панычева учредителем вуза была сформирована специальная комиссия. Также Александр Панычев заявил, что Ханжин действует по заказу, однако не назвал возможного заказчика.

## Из библиографии
- Внутренний аудит качества : конспект лекций / Л. А. Олюнина, А. Ю. Панычев ; М-во трансп. Российской Федерации, Федеральное агентство ж.-д. трансп., Омский гос. ун-т путей сообщ. — Омск : [ОмГУПС], 2007. — 50 с.; 21 см.
- Нормативно-правовая база технического регулирования на железнодорожном транспорте [Текст] : учебное пособие для студентов высших учебных заведений, обучающихся по специальности 220501 — «Управление качеством» — и направлению 221400 — «Управление качеством» / А. Ю. Панычев, Ю. А. Усманов ; М-во трансп. Российской Федерации, Федеральное агентство ж.-д. трансп., Омский гос. ун-т путей сообщ. — Омск : ОмГУПС, 2011. — 139 с. : ил., табл.; 21 см; ISBN 978-5-94941-062-2
- Человеческий капитал : методологические аспекты воспроизводства и конкурентоспособности [Текст] : монография / А. Ю. Панычев ; М-во трансп. Российской Федерации, Федеральное агентство ж.-д. трансп., Омский гос. ун-т путей сообщ. — Омск : Редакционно-издательский отд. ОмГУПСа, 2012. — 198, [1] с. : ил., табл.; 21 см; ISBN 978-5-9494-1064-6
- Основы обеспечения качества : [автоматика и управление, управление качеством] : учебник для студентов высших учебных заведений, обучающихся по направлению 221400 «Управление качеством» : учебник для бакалавров и магистрантов / В. П. Майборода, В. Н. Азаров, А. Ю. Панычев. — Москва : Учеб.-метод. центр по образованию на ж.-д. трансп., 2015. — 312, [1] с. : ил.; 21 см. — (Высшее образование. Федеральный государственный образовательный стандарт).; ISBN 978-5-89035-863-9 : 300 экз.
- Общеполезное для России учреждение : 100 фактов из истории Петербургского государственного университета путей сообщения Императора Александра I : учебное пособие / И. П. Киселёв, А. Ю. Панычев, В. В. Фортунатов. — 4-е изд., перераб. и доп. — Санкт-Петербург : Петербургский гос. ун-т путей сообщения Императора Александра I, 2019. — 285, [2] с. : ил., портр., факс., цв. ил., портр.; 21 см; ISBN 978-5-7641-1382-1 : 950 экз.